# Assetjament sexual de segon ordre
L'assetjament sexual de segon ordre, en anglès Second Order of Sexual Harassment (SOSH), és la violència física i/o psicològica contra persones que donen suport públicament a les víctimes d'assetjament sexual. També afecta les organitzacions socials que lluiten en contra de la violència de gènere, es comprometen a informar i protegir els afectats i/o afectades.
L'assetjament sexual de segon ordre, a més d'agressions físiques, també pot comportar represàlies, difusió de rumors, mòbing, assetjament escolar, intimidació, entre d'altres.
És impossible superar l'assetjament sexual directe sense superar l'assetjament sexual de segon ordre, per tant, l'assetjament sexual de segon ordre es planteja per combatre el gran problema de l'assetjament sexual, o SOSH, que ve de l'anglès (Second Order of Sexual Harassment).
Es poden trobar situacions de SOSH a qualsevol lloc, ja sigui al carrer, en els mitjans de comunicació, en l'esfera política entre altres espais socials.
En la gran majoria dels casos, les víctimes d'assetjament sexual acostumen a ser dones. Les persones no denuncien els casos d'assetjament sexual, ja que quan ho fan reben més atacs en lloc de protecció, i les persones que s'atreveixen a donar suport també reben atacs. Per tant, si les institucions públiques no asseguren la protecció de les víctimes i de les persones que els donen suport, aquestes no denuncien. Denuncien quan confien que rebran suport.

## Història
El concepte "SOSH" va ser publicat per primera vegada amb la concepció de generar mecanismes de protecció davant aquells que opten per mantenir-se solidaris amb víctimes de primer ordre i ajudar-los en la seva lluita, el 1990 (Dziech & Weiner, 1990), quan l'assetjament sexual en segon ordre va començar a ser considerat un element clau per trencar el silenci en el context acadèmic.
Des del 2016 s'ha estat treballant per a definir el concepte i formular el nom de la Violència de Gènere Aïlladora a causa de tres limitacions que es van identificar amb el concepte de assetjament sexual de segon ordre.

## Mesures
És necessari eliminar la tolerància, als agressors i als qui els justifiquen per a radicalitzar la violència de gènere, ja que només d'aquesta manera és possible abolir l'assetjament; per aquest motiu s'ha de protegir les víctimes directes i també les persones que han mostrat suport i que pateixen represàlies físiques i psicològiques.
Trencar el silenci també és una acció important, ja que d'aquesta manera és més fàcil que les víctimes segueixin els passos per denunciar-ho.
El suport social a les víctimes d'assetjament sexual és necessari per superar-lo. La violència requereix la protecció de les víctimes primàries i les de segon ordre.
La comunitat científica internacional reconeix la importància i necessitat de suport i solidaritat en tots els àmbits de la societat (FRA, 2014).

## Conseqüències
La manca de suport per als afectats i les afectades els fa sentir insegurs a l'hora d'avançar, i produeix un "efecte silenciador" en les víctimes del primer ordre (Fisher, Cullen, & Turner, 2000), especialment quan l'assetjament sexual en segon ordre no es considera i s'adreça adequadament. Com s'ha esmentat abans, l'agressió, a més del físic, inclou represàlies, difusió de rumors, intimidació, entre d'altres, per tant, això crea problemes professionals i psicològics i descoratja a denunciar casos tot i tenir-ne coneixement.
Moltes vegades les persones que es troben en aquest tipus de situacions no ho saben identificar com a tal.
Les persones que es troben en una situació d'assetjament sexual de segon ordre han de poder identificar-la i superar-ho per tal que les víctimes de l'assetjament sexual directe puguin superar aquesta etapa. Per fer això s'ha de donar a conèixer més aquest terme, ja que a Catalunya i a la resta d'Espanya se'n parla poc. Cada vegada s'estan fent més xerrades per donar-ne visibilitat i poder arribar a identificar la situació.